# Rodrigo Meléndez
Rodrigo David Meléndez Araya (* 3. Oktober 1977 in Santiago de Chile) ist ein ehemaliger chilenischer Fußballspieler und -trainer. Der Mittelfeldspieler wurde mit Cobreloa sowie Colo-Colo insgesamt 7-mal chilenischer Meister und spielte 26-mal für die Nationalmannschaft Chiles, in der er ein Tor erzielte.

## Karriere

### Vereinskarriere
Rodrigo Meléndez spielte in der Jugend für CSD Colo-Colo und CD Magallanes, entschied sich dann für die Profimannschaft des CD Cobreloa, wo er schließlich 1996 debütierte. Mit dem Klub gewann er die Clausura 2003. Kalule, wie sein Spitzname in Anlehnung an den ugandischen Boxer Ayub Kalule ist, wechselte als Fußballer des Jahres in Chile nach Argentinien, wo er erst für Quilmes AC und dann für Estudiantes de La Plata spielte. 2006 zog es ihn zurück zu seinem Jugendverein Colo-Colo, der nach der überstandenen Insolvenz aufblühte. Der defensive Mittelfeldspieler holte mit dem Verein, für den er bis 2010 spielte, sechs Meistertitel und erreichte das Finale der Copa Sudamericana 2006, das gegen den mexikanischen Vertreter CF Pachuca verloren ging. Nach zwei Jahren bei Deportes Iquique und einem halben Jahr bei CD San Luis de Quillota beendete er schließlich seine Karriere beim chilenischen Club San Antonio Unido, wo er dann in der Folgesaison Trainer wurde.

### Nationalmannschaftskarriere
Das Debüt in der chilenischen A-Nationalmannschaft gab Rodrigo Meléndez am 7. Oktober 2001 im Qualifikationsspiel zur Weltmeisterschaft 2002 gegen Brasilien, das mit 0:2 verloren ging. Sein einziger Treffer im Nationaltrikot gelang Meléndez im November 2003 bei der 1:2-Niederlage gegen Uruguay im Qualifikationsspiel zur Weltmeisterschaft 2006, für die sich Chile wie schon 2002 nicht qualifizierte. Rodrigo Meléndez stand im Kader Chiles für die Copa América 2004 und absolvierte die ersten zwei Vorrundenspiele über die volle Spielzeit sowie das dritte in der zweiten Spielhälfte. Chile schied mit nur einem Punkt als Gruppenletzter aus.
Bei der Copa América 2007 kam er im ersten Vorrundenspiel beim 3:2-Erfolg gegen Ecuador zum Einsatz. Sein Team gewann trotz 1:2-Pausenrückstand noch mit 3:2. Im dritten Vorrundenspiel gegen Brasilien wurde der defensive Mittelfeldspieler in der 19. Spielminute wegen einer Verletzung ausgewechselt und kam im weiteren Turnierverlauf nicht mehr zum Einsatz. Sein Spiel gegen Brasilien war auch zugleich sein letztes Länderspiel.

### Trainerkarriere
Die Trainertätigkeit von Rodrigo Meléndez begann 2014 bei San Antonio Unido. Nach 9 Siegen in elf Spielen wechselte er noch im selben Jahr zu Deportes Melipilla. 2015 bis 2016 arbeitete er als Co-Trainer bei Unión La Calera unter Cheftrainer Miguel Riffo, mit dem Meléndez als Spieler gemeinsam bei CSD Colo-Colo auf dem Platz gestanden hatte. 2018 trainierte der frühere Defensivspieler CD Cobreloa, wohin er nach einer Station bei Drittligaklub Deportes Colina 2021 wieder zurückkehrte. Dort trennten sich die Wege im September desselben Jahres wegen ausbleibender Erfolge im Einvernehmen. Im Juni 2023 verpflichtete Zweitligist Deportes Iberia den vielfachen Nationalspieler.

## Erfolge

### Spieler
CD Corebloa
- Chilenischer Meister: 2003-C

CSD Colo-Colo
- Chilenischer Meister (6):2006-A, 2006-C, 2007-A, 2007-C, 2008-C, 2009-C
- Finalist der Copa Sudamericana: 2006